# Bronzefiguren der Nuraghenkultur

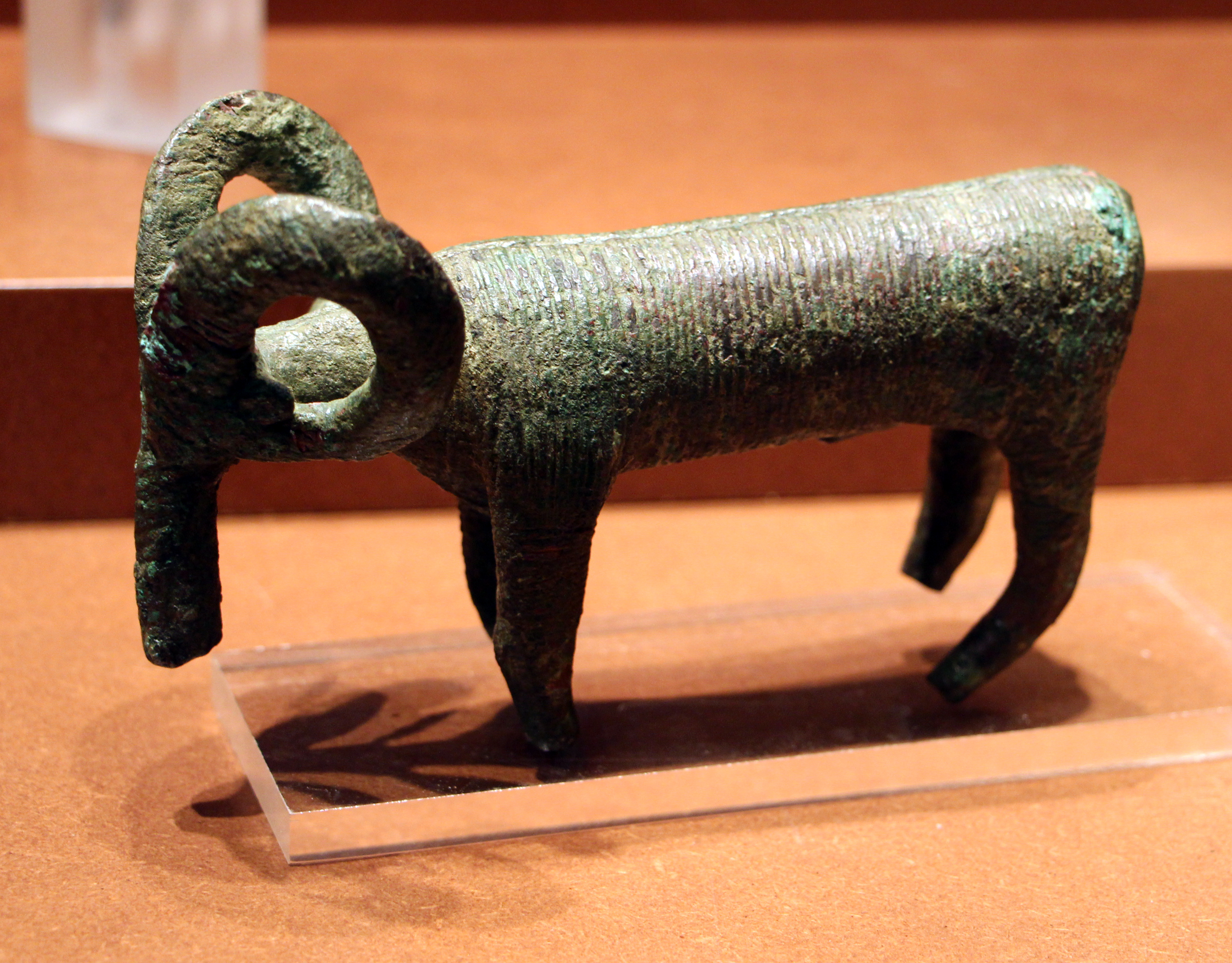
Bronzefigur von Camposanto bei Olmedo

Die Bronzefiguren der Nuraghenkultur (ital. Bronzetto sardo oder nuragico, Plural Bronzetti  –  sardisch: brunzìtu sardu oder nuraghesu) entstanden nach bisher vorherrschender Meinung mehrheitlich zwischen dem 9. und 6. Jahrhundert v. Chr. Neuere Theorien besagen, dass mit der Herstellung der Bronzestatuetten schon wesentlich früher begonnen wurde. Etwa 500 dieser bis zu 40 cm hohen Statuetten fand man bisher auf Sardinien. 125 stammen aus den Brunnenheiligtümern von Santa Vittoria bei Serri, Forraxi Nioi und Abini bei Teti, auch in Gräbern, Nuraghen, Siedlungen und Werkstätten wurden sie gefunden.
Wie die Kunst des Bronzegusses im Wachsausschmelzverfahren nach Sardinien gefunden hat, ist unklar. Die Etrusker fertigten zeitgleich ebenfalls Bronzefiguren an. Ab dem 14. Jahrhundert v. Chr. bestanden Handelskontakte mit dem östlichen Mittelmeerraum, vor allem zur Mykenischen Kultur Griechenlands und zur kupferreichen Insel Zypern. Sardinien war selbst reich an Kupfer, Silber und Blei.

Bronzefiguren der Nuraghenkultur
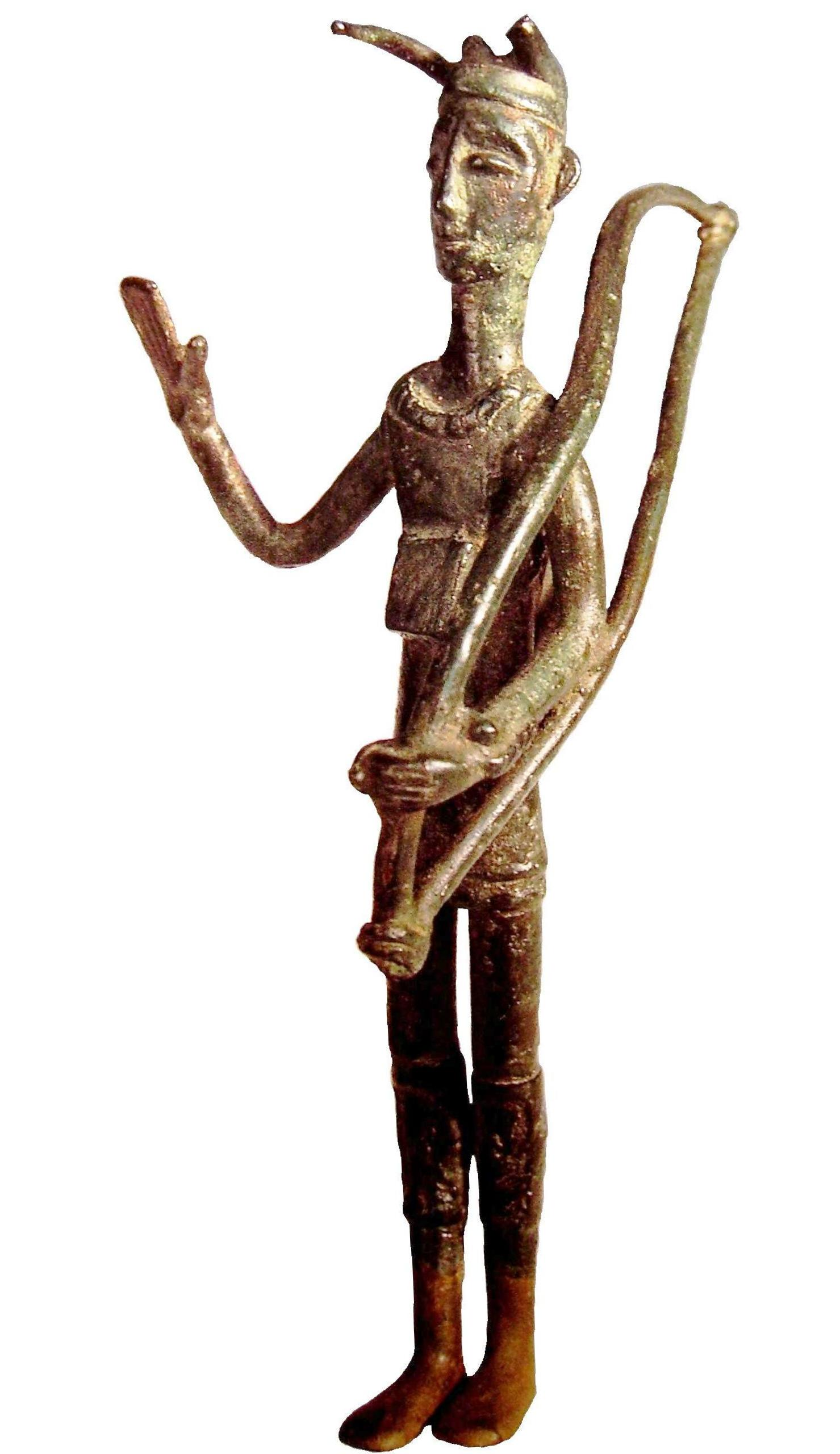
Sardara
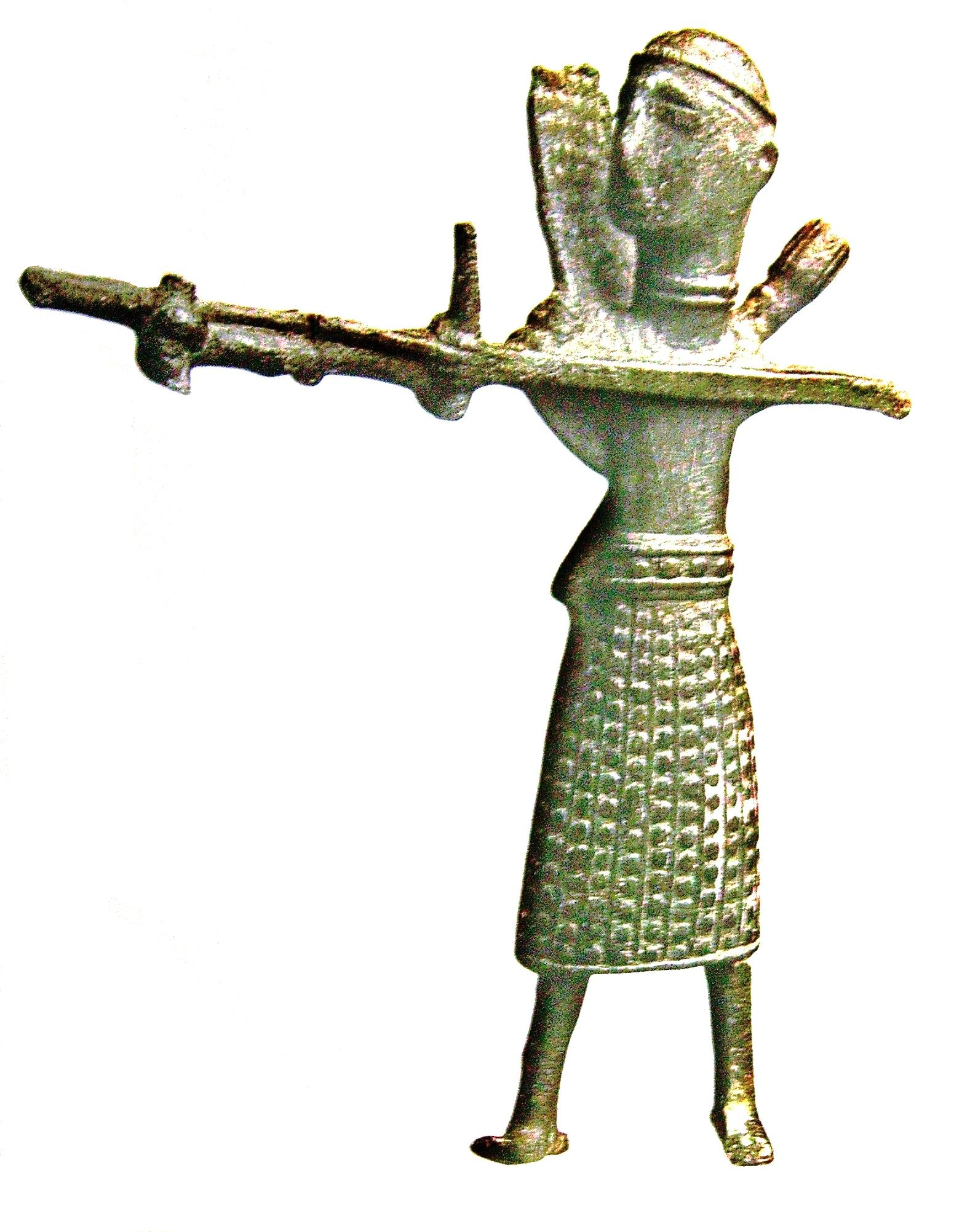
Sardara
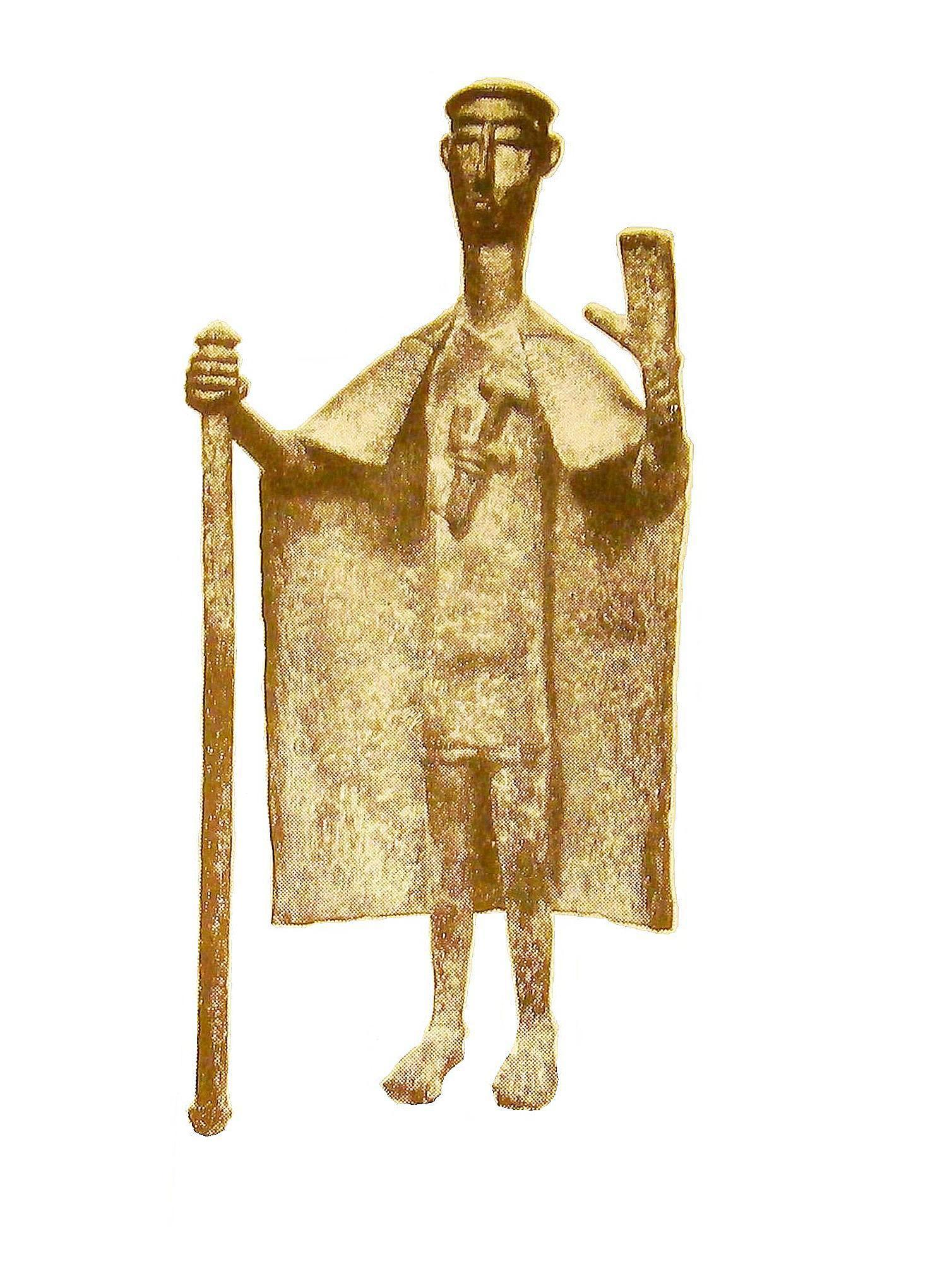
Serri
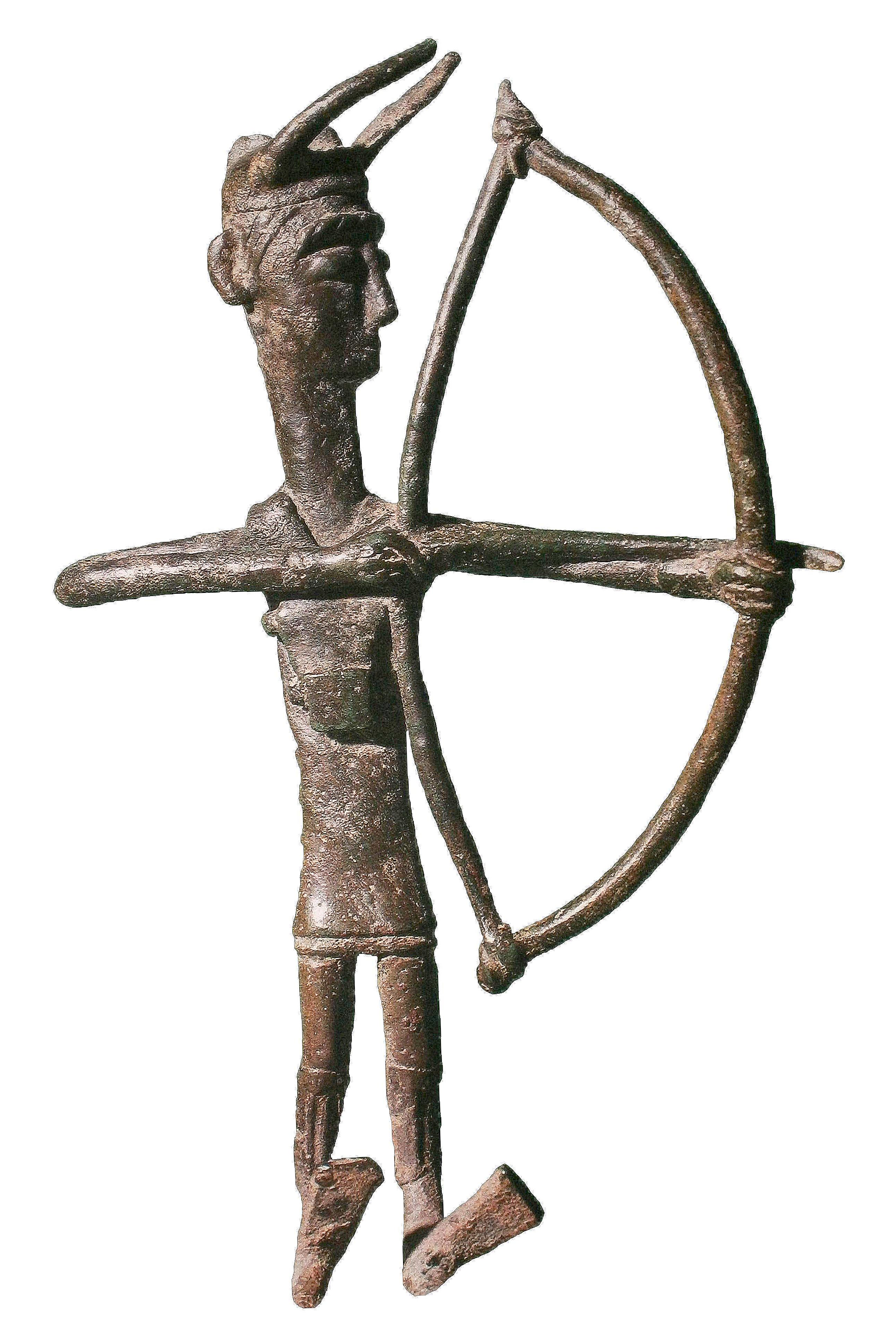
Teti
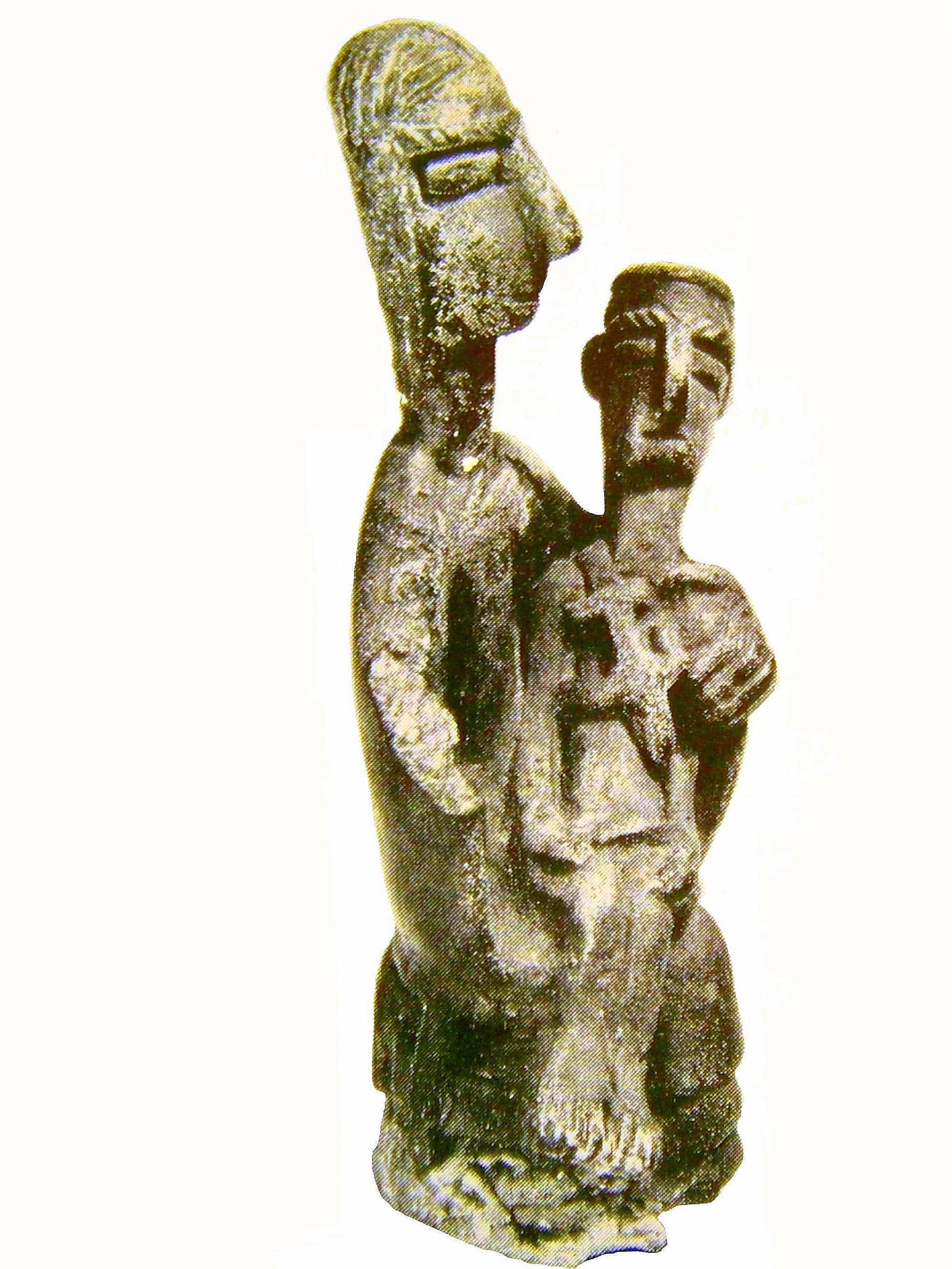
Urzulei
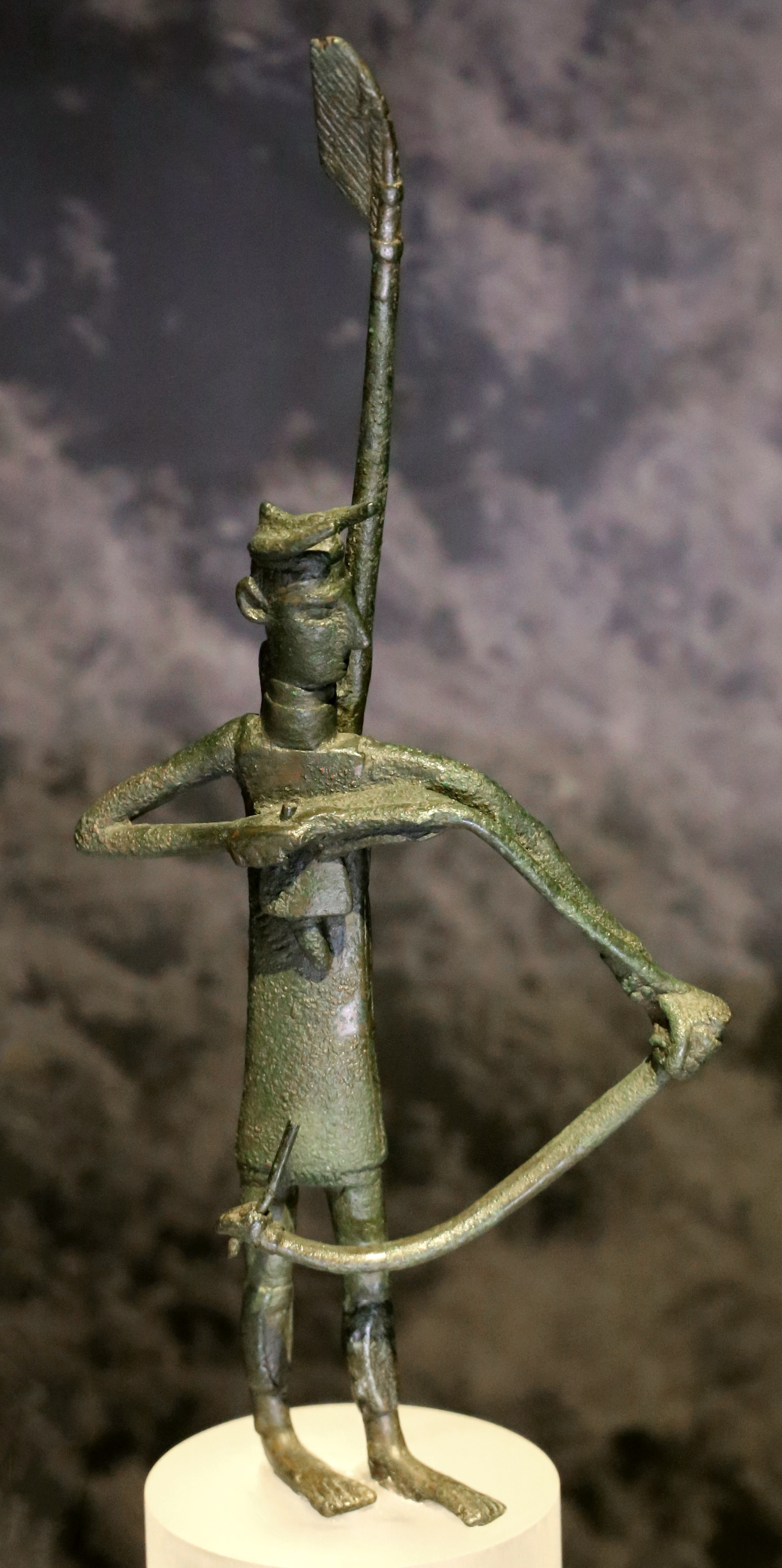
Albini
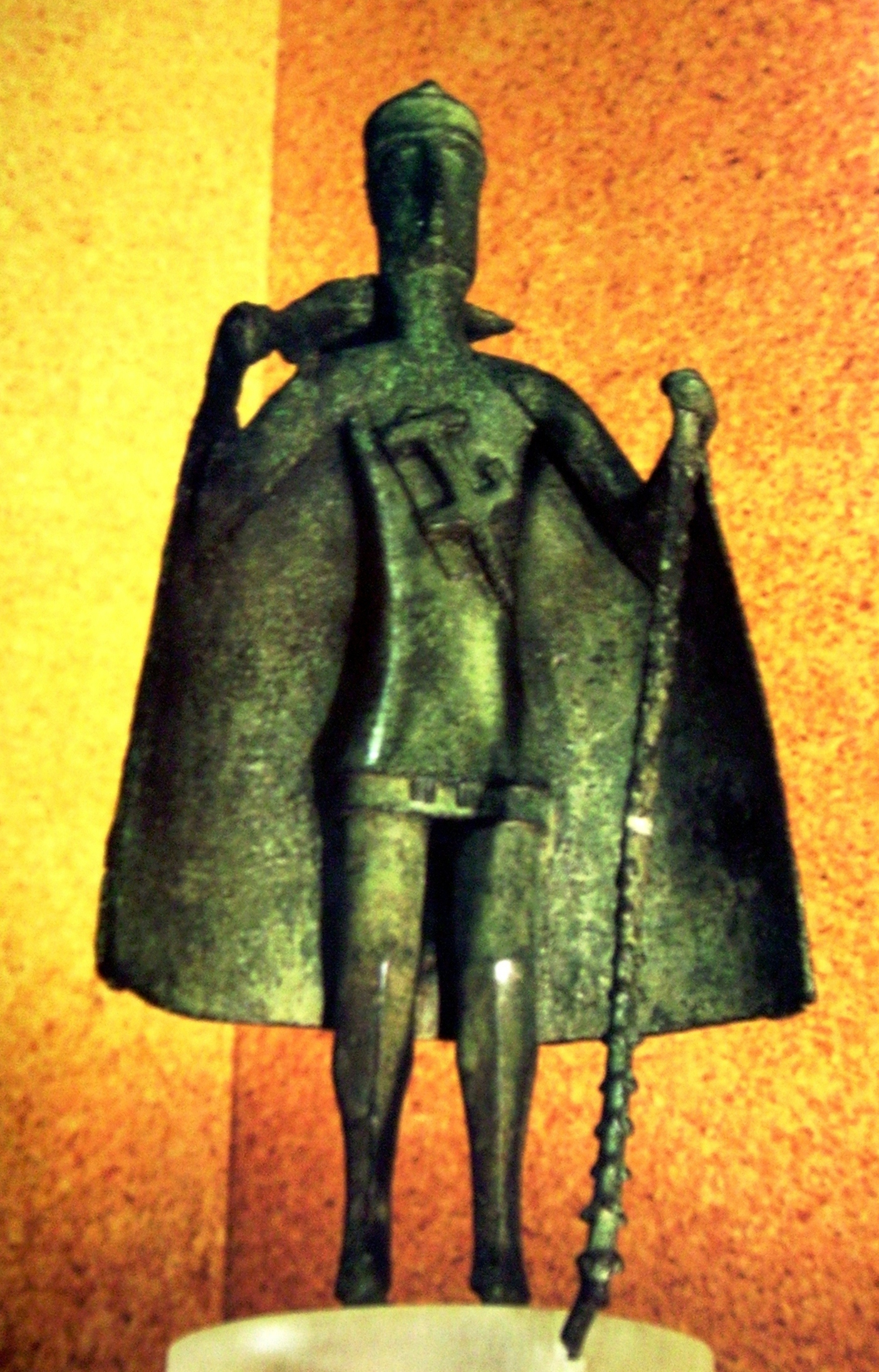
Uta
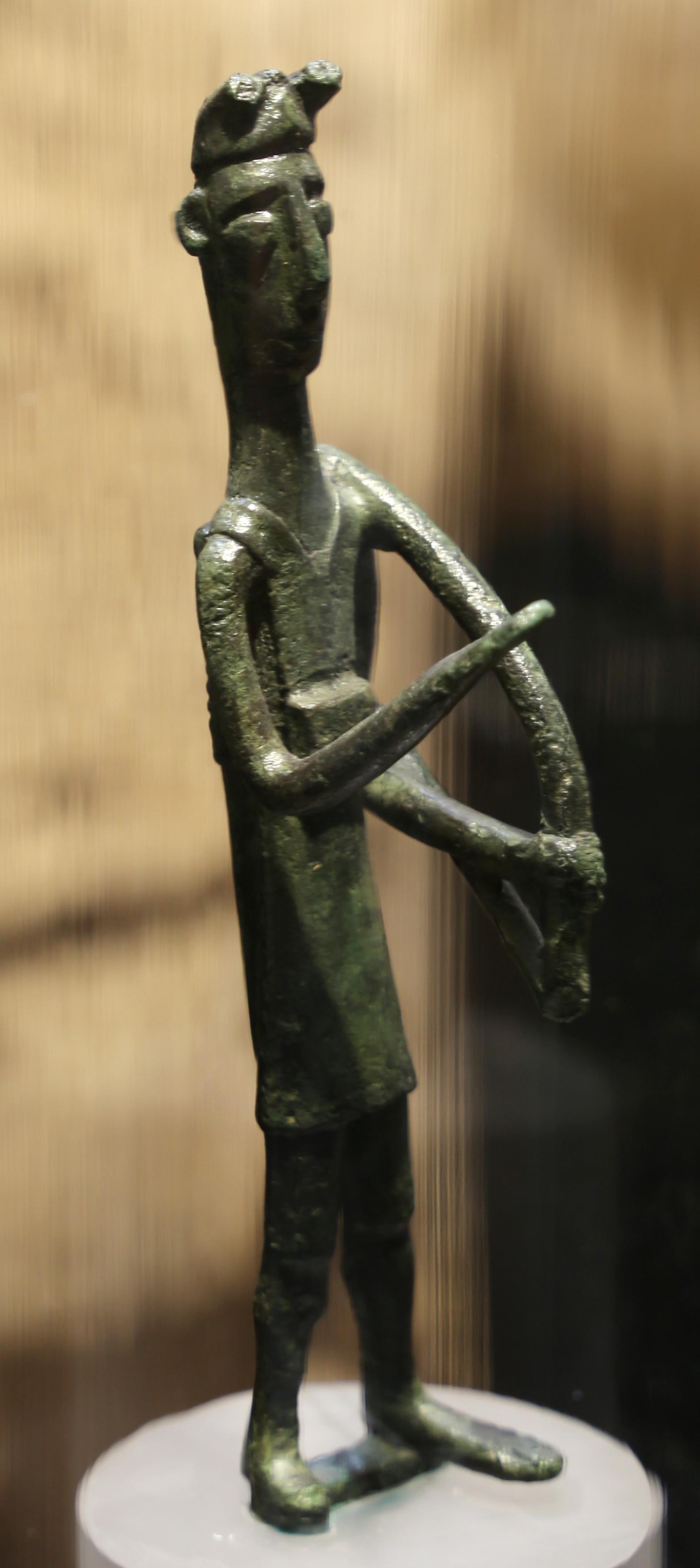
Ala dei sardi

Nach heutigem Forschungsstand dienten die Figuren vorwiegend als Votivgaben. Zusammen mit Talismanen, Waffen und anderen Donationen aus Bronze legte man sie in Heiligtümern nieder. Oft wurden sie in natürlichen Felsritzen oder in Bohrungen, die man in Steinblöcken einbrachte, mit Blei eingegossen.

## Die Darstellungen

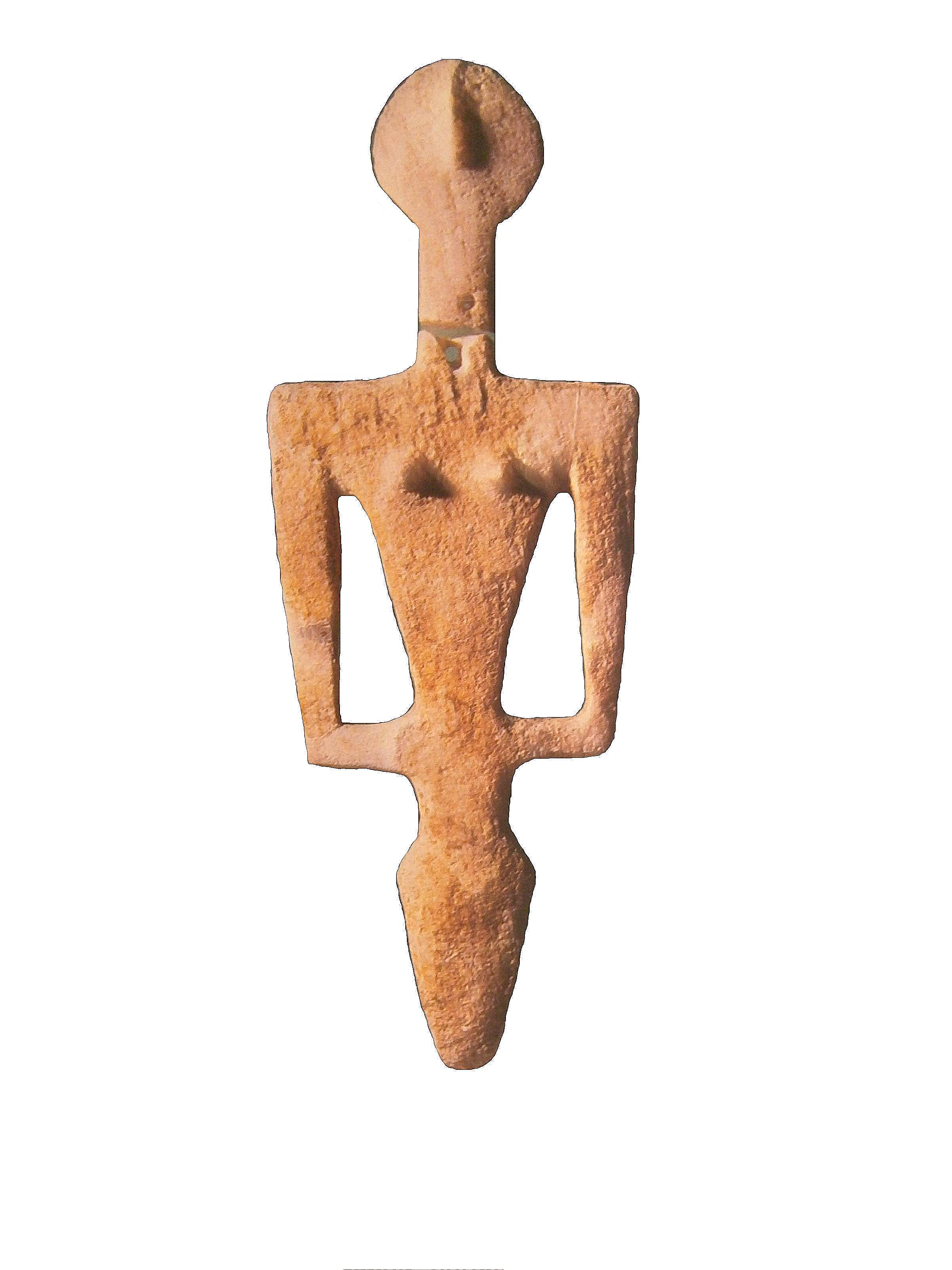
Frauenfigur

- Bogenschützen, Speerwerfer und Schwertkämpfer mit Schild, schwer zu deutende übermenschliche Krieger mit verschiedenartiger Bewaffnung, Beinschienen und Hörnerhelmen oder Kappen, von denen biberschwanzförmiger Lappen nach vorne hängen.
- Männer und Frauen mit spitzem Hut, der an die Kleidung etruskischer Priester und ältere anatolische Vorbilder erinnert. Männergestalten mit weiten Umhang und Hirtenstab, die rechte Hand mit abgespreiztem Daumen adorierend erhoben. Damen in langem Kleid oft auch mit weitem Umhang, ähnlich denen der Männergestalten.
- Volk das Opfergaben trägt. Frauen und Männer die Brotfladen oder Krüge reichen, einen Flechtkorb auf dem Kopf oder ein Lamm auf den Schultern tragen oder ein Rind vor sich hertreiben. Eine Mutter den toten Sohn in den Armen haltend, eine andere, die für ihren kranken Sohn Genesung erbittet, ein Geheilter der seine nicht benötigte Krücke empor streckt.
- Wettkämpfer, wie die berühmten Ringer von Uta
- Musikanten, die auf zwei- oder dreiteiligen Rohrflöten spielen, nicht anders als sardische Musikanten heute auf ihren „Benas“ und „Launeddas“,
- Tierdarstellungen (Füchse, Hunde, Hirsche, Mufflons, Rinder, Schweine und Wildschweine. Äußerst selten Schafe oder Mischwesen wie jener rätselhafte Kentaur von Nule, der in sardischen Volkserzählungen als der böse, dämonische bòemuliàke fortzuleben scheint).
- Liturgische Gegenstände wie Leuchter, Modelle von Nuraghen und Schreinen sowie lange schmale Votivdegen, teilweise mit aufgesetzten Hirschfiguren, die einen tieferen Sinngehalt verbergen.
- Miniaturbronzen alltäglicher Gegenstände (Äxte, Flechtkörbe, Krüge usw.).
- Talismane, hier fallen die nuraghischen Dolche oder Stilette mit geknickter Parierstange auf.
- Schiffsmodelle mit Ringöse zum Aufhängen und Stier-, Widder- oder Hirschköpfen als Bugfigur. Oft sind sie mit Vögeln und anderen Tieren reich verziert.

## Votivschiffe
Von den Votivschiffen (italienisch Navicella nuragica) meist ohne Ladung oder mit Hunden und Vögeln sowie einer großen Bugfigur sind in rund 80 Exemplare bekannt; 10 davon fand man in etruskischen Gräbern auf dem italienischen Festland. Sie werden allgemein ins 8. oder 7. Jahrhundert v. Chr. datiert.

## Deutung
Die Deutung der Figuren ist sehr widersprüchlich. Dennoch sind Gemeinsamkeiten unverkennbar. Auffällig ist, dass nicht nur sakrale Gegenstände, Götter-, Herrscher- oder Priesterfiguren, hergestellt wurden. Die Künstler vor allem der Barbaricinogruppe hatten eine besondere Freude an der Darstellung des einfachen Volkes, die den phönizischen und frühgriechischen Künstlern fremd ist. Dies lässt vermuten, dass die nuraghische Gesellschaft keine aristokratischen Züge besaß. Frauendarstellungen belegen, dass auch innerhalb der Familien eher Gleichberechtigung herrschte, wogegen in Kunst und Kultur der Phönizier oder Griechen, von Göttinnen abgesehen, Frauen eine geringe Rolle spielten.

## Stile
Bei den Figuren werden drei Stilrichtungen unterschieden:
- Die Statuetten der aristokratisch anmutenden Utagruppe, benannt nach dem Hauptfundort am Monti Arcosu bei Uta, fallen durch zylindrische Köpfe, brettförmige Oberkörper, oft überschlanke Gliedmaßen und mandelförmige Augen auf.
- Die Figuren der verwandten Abinigruppe, benannt nach dem Heiligtum von Abini bei Teti (in der Barbagia) sind hingegen mehr orientalisierend geschmückt und weniger rigoros auf geometrische Grundformen zurückgeführt – abgesehen von den runden Augen, die auch für die Statuen vom Monte Prama charakteristisch sind.
- Deutlich dilettantischer gefertigte volkstümliche Statuetten wie der Opfernde. Sie beeindrucken durch ihre naive Darstellung und wirken gelegentlich wie Karikaturen. Um sie als Ausdrucksformen der Bevölkerung der Barbagie Innersardiniens zu deuten, werden sie zur so genannten Barbaricinogruppe verbunden.

Barbaricinostil auf der einen und Uta/Abinistil auf der anderen Seite sind plausible Gegensätze, die allerdings noch nachgewiesen werden müssten, denn genauso gut kann man jedem Stil seine Epoche zuordnen und nach jeweils zeitgenössischen Parallelen Ausschau halten.

## Zeitstellung

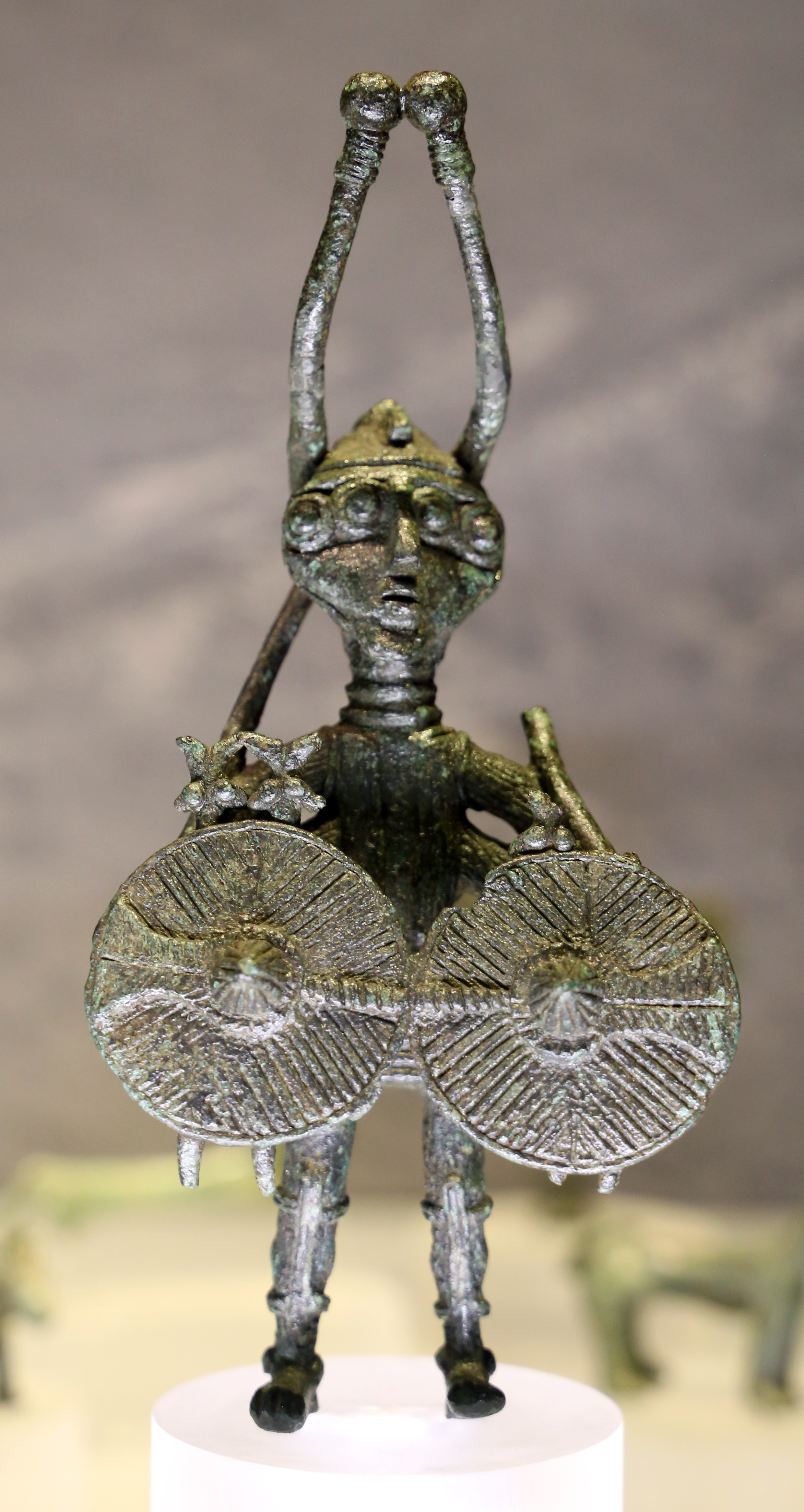
Der „Dämon von Teti“ (mit vier Armen und Augen)

Funde nuraghischer Bronzestatuetten in datierbaren etruskischen Gräbern ergaben als Zeitraum das 8.–6. Jahrhundert v. Chr. Hierauf gründete sich die weithin akzeptierte Lehrmeinung, die das späte 9. Jahrhundert v. Chr. und den Beginn der so genannten geometrischen Epoche als Anfangspunkt für die Fertigung der nuraghischen Statuetten annimmt. Demnach wären es die Phönizier gewesen, die den Nuraghern die stilistischen Anregungen vermittelten. Phönizische Einflüsse sind aber nur im Barbaricinostil erkennbar und selbst dort nicht ausgeprägt. Es sind Einzelstücke, die entweder aus dem syrisch-palästinensischen Raum importiert sind oder aus den phönizischen Gebieten Sardiniens stammen. Während für die phönizischen Statuetten die geschlossene Beinhaltung schreitender Darstellungen, nach ägyptischem Vorbild typisch ist, stehen die bronzenen Abbildern Sardiniens fast ausnahmslos breitbeinig.
Die Tatsache, dass viele Stilmerkmale der Uta/Abinigruppe deutlich älter erscheinen als der phönizische Westhandel (ab 1050 v. Chr.), machte stutzig. Die Hörnerhelme, die Bartlosigkeit der Nuragher, die geflochtenen Zöpfe und die Kreisaugen der Abinifiguren sowie die realistischen Tierbronzen lenken den Blick auf Zypern und Kleinasien, wo Hörnerhelme ein Attribut der Gottheiten sind. Die Hirschdarstellungen in allen ihren Varianten lassen direkte Anregungen aus dem anatolischen Raum erkennen. So nahm man früher an, der eine oder andere Bronzeschmied aus Luristan (im Zagrosgebirge des Iran) oder aus Urartu (im armenischen Hochland) habe sich auf Sardinien ein neues Wirkungsfeld gesucht. Die Ähnlichkeiten zwischen den Tierbronzen aus Luristan, Urartu und Sardinien können aber genauso gut auf einer gemeinsamen alten Tradition basieren, die sich bis zu den Hirschstandarten von Alaca Hüyük (Zentralanatolien) und damit bis ins 3. Jahrtausend v. Chr. zurückverfolgen lässt. Dies zeigt wie waghalsig stilistischen Vergleiche sind, solange die Altersfrage nicht geklärt ist.
Das Problem der Datierung liegt darin, dass auf Sardinien keine Bronzestatuette in einem Fundzusammenhang ausgegraben wurde, der eine unanfechtbare zeitliche Einordnung ermöglicht. In dieser Situation äußerten 1986 angesehene Archäologinnen, dass das Ende des 9. Jahrhunderts v. Chr. zumindest für die Bronzen des Uta/Abinistils nicht den Anfang, sondern im Wesentlichen das Ende einer Entwicklung markiere. Was man bisher als Stilelemente der orientalisierenden Epoche (8./7. Jahrhundert v. Chr.) angesehen habe, sei direkt aus östlichen Anregungen abgeleitet und bedeutend früher, auf die letzten Jahrhunderte des 2. Jahrtausends v. Chr. zu datieren. Dies bedeutete, dass die nuraghischen Bronzen bei den Etruskern als Antiquitäten vererbt wurden und erst Jahrhunderte später in den Gräbern landeten. Hierauf verweist ein frühetruskisches Grab, das 1957 in Cavalupo bei Vulci entdeckt wurde. Die doppelkonische Villanova-Urne vom Ende des 9. Jahrhunderts v. Chr. enthielt eine nuraghische Bronzefigur eines Priesterkönigs mit Spitzhut und großem, gewölbten Langschild (heute im Museo di Villa Giulia in Rom). Die komplizierte Statuette der Abinigruppe ist in Stil und Technik außerordentlich reif und eher ans Ende als an den Anfang der nuraghischen Bronzekunst zu setzen. Auf dem italienischen Festland jedenfalls hatten solche Statuetten offenbar den Nimbus exotischer Hightech-Produkte, denn dortige Bronzeschmiede erreichen eine der nuraghischen vergleichbare Fertigkeit erst an die Schwelle zum 6. Jahrhundert v. Chr. Selbst in Griechenland tauchen erste, jedoch viel kleinere und gröbere Bronzen nicht vor dem 8. Jahrhundert v. Chr. auf. In Sardinien hingegen mehren sich Grabungsbefunde, die darauf hinweisen, dass nuraghische Kleinbronzen im 11./10. Jahrhundert v. Chr. gefertigt wurden. Auch während älterer Ausgrabungen fand man wiederholt Teile von Bronzestatuetten zusammen mit Bruchstücken zyprischer Ochsenhautbarren, die in der Ägäis endgültig im 11. Jh. v. Chr. außer Gebrauch kamen. Daraus hatte man den Schluss gezogen, dass diese Barrenform auf Sardinien wesentlich länger in Gebrauch war – obwohl sie speziell auf den Fernhandel mit der Ägäis zugeschnitten schien. Diese Fragen werden derzeit diskutiert.